# Haapamäki järnvägsstation
Haapamäki järnvägsstation är en järnvägsstation i tätorten Haapamäki i Keuru stad i Finland. Den första järnvägen till Haapamäki, Tammerfors–Vasa-järnvägen, öppnade 1882. År 1896 öppnades banan till Jyväskylä, och 1938 banan till Björneborg. Fram till 1970-talet var Haapamäki en mycket trafikerad och viktig station i Finland, men efter att Tammerfors–Seinäjoki-direktbanan och Jämsä–Jyväskylä-direktbanan byggts, och Haapamäki-Björneborg-banans passagerartrafik upphört har trafiken minskat rejält. Idag stannar regionaltåg från Jyväskylä, Seinäjoki och Tammerfors i Haapamäki. Nära stationsområdet finns Haapamäki ånglokomotivpark.
Bron Heikinsilta går över stationsområdet.